# 童乐影视
天津童乐影视文化有限公司（简称：童乐影视）是中国大陆多媒体影视娱乐企业，以艺人经纪业务起家，于2016年由演员贾乃亮与经纪人郭红波共同投资创立。除艺人经纪以外，童乐影视也积极参与影视投资与制作，综艺研发制作与投资等。

## 旗下藝人
| 男艺人  | 男艺人  | 男艺人  |
| ------- | ------- | ------- |
| 贾乃亮* | 李佳航* | 邢昭林* |
| 方逸伦* | 周翊然* | 张赫*   |
| 庞瀚辰* | 邱虹凯  | 蒯家乐  |

| 女艺人  | 女艺人  | 女艺人  |
| ------- | ------- | ------- |
| 乔欣*   | 李晟*   | 李小冉* |
| 李溪芮* | 张予曦* | 刘美含* |
| 辛瑞琪* | 杨志雯* | 刘洛汐* |
| 肖雨*   | 何子怡  | 蒲雨童  |

备注：[*]已成立个人工作室  

### 已離開藝人
- 李小璐*
- 王若雪
- 张千巽(Miki)
- 吴雨橦
- 周奕彤*
- 曲澔濬
- 高阳*
- 李冀育
- 全沛吉
- 曹娇
- LuuBrothers
- 李俊锋*
- 高承一*
- 向奕铮*
- 姜一朵
- 钟宝儿
- 杜海涛*
- 高晟

## 签约团队
- 编剧：赵晨阳
- 编剧：长兴澎翊影视文化工作室（高寒、路强、伏蓉、李艺、孙雯）
- 摄影师：上海沃艺文化摄影工作室

### 已離開团队
- 导演：林添一

## 影视作品

### 电视剧/网剧
| 首播日期/平台           | 拍摄   | 剧名                                    | 合作公司 联合投资/出品 | 公司旗下演员/签约团队 参与形式                                                   |
|                         | 2016   | 红药水黑咖啡                            | 海宁华丽视听影视文化有限公司 | 演出：李小璐                                                                     |
| 2017年9月10日/浙江卫视  | 2016   | 何所冬暖，何所夏凉                      | 浙江永乐影视制作有限公司 | 演出：贾乃亮、周奕彤、Miki                                                       |
| 2017年7月2日/浙江卫视   | 2016   | 复合大师                                | 天津橙子映像传媒有限公司 北京时代东华影视传媒有限公司 | 演出：贾乃亮 联合编剧：上海澎翊影视编剧工作室                                    |
| 2018年9月23日/芒果TV    | 2016   | 如若巴黎不快乐                          | 张翰工作室 一画开天影业 DMG印纪娱乐传媒集团 国龙影业 | -                                                                                |
| 2018年5月7日/江苏卫视   | 2017   | 誓言 (原剧名为：兵临棋下)               | 浙江东阳国文影业有限公司 奇新世纪影业有限公司 杭州新鼎明影视投资管理股份有限公司 北京华山论剑影视文化传媒有限公司 江苏三胞君健投资有限公司 北京和风清穆影视文化传播有限公司 北京长江文化股份有限公司 | 演出：贾乃亮、李晟 客串：李佳航 联合编剧：上海澎翊影视编剧工作室                 |
| 2019年8月8日/优酷视频   | 2017   | 读心                                    | 华录百纳 飞宝娱乐 剧帝影视 | 演出：李小璐、李佳航                                                             |
|                         | 2017   | 爱在星空下                              | 完美世界娱乐股份有限公司 北京青春你好文化传媒有限公司 | 演出：贾乃亮 编审：上海澎翊影视编剧工作室                                        |
| 2017年11月20日/搜狐视频 | 2017   | 无法拥抱的你(网剧) (原剧名为：触不可及) | 搜狐视频 温州正栩影视制作股份有限公司 | 演出：邢昭林、辛瑞琪、王若雪、曲灏濬 编剧：上海澎翊影视编剧工作室                |
| 2019年8月29日/腾讯视频  | 2018   | 九千米爱情                              | 企鹅影视 杭州新鼎明影视投资管理股份有限公司 | 演出：刘洛汐、高承一、李俊锋 特别出演：李晟、贾乃亮 编剧：上海澎翊影视编剧工作室 |
|                         | 筹备中 | 神州奇侠(电视剧)                        | 椰子游戏 |                                                                                  |
|                         | 筹备中 | 既得少年时                              | |                                                                                  |
|                         | 筹备中 | 玫瑰误                                  | |                                                                                  |
|                         | 筹备中 | 但愿爱情明媚如初                        | |                                                                                  |
|                         | 筹备中 | 梦里不是身是客                          | |                                                                                  |
|                         | 筹备中 | 吉时已到                                | |                                                                                  |
|                         | 筹备中 | 了不起的林千金                          | |                                                                                  |
|                         | 筹备中 | 烈焰少年团                              | |                                                                                  |
|                         | 筹备中 | 私唯特假期1/2                           | |                                                                                  |
|                         | 筹备中 | 水晶岛蜜事                              | |                                                                                  |
|                         | 筹备中 | 替身漫步之泪珠操作时间                  | |                                                                                  |
|                         | 搁置   | 衰神联盟(网剧)                          | |                                                                                  |
|                         | 搁置   | 她们的他(电视剧)                        | |                                                                                  |
|                         | 搁置   | 往北的地方海未眠                        | | 编剧：上海澎翊影视编剧工作室                                                     |
|                         | 搁置   | 血世界                                  | |                                                                                  |

参考资料：

### 电影
| 上映年份 | 拍摄   | 剧名                       | 合作公司 联合投资/出品                                  | 参与演出 |
| 2017     | 2016   | 东北往事之破马张飞         | 乐华娱乐 艺星海影业 福建恒业 春秋影业 华桦传媒 环鹰时代 | 贾乃亮   |
|          | 筹备中 | 返乡之爱你不走（网络电影） |                                                         |          |
|          | 筹备中 | 临时保镖（网络电影）       |                                                         |          |
|          | 搁置   | 衰神联盟（电影）           |                                                         |          |

## 综艺节目
| 首播         | 播放平台 | 节目名称  | 合作公司 联合投资/出品 | 参与形式                                                                 |
| 2017年5月7日 | 浙江卫视 | 来吧冠军2 | 浙江卫视 蓝天下传媒    | 主持：贾乃亮（明星队队长） 嘉宾：LuuBrothers（第一期）、李晟（第十二期） |

参考资料：

## 相关公司
| 公司名称 | 相关公司          | 职位                                           |
| 椰子影业 | 椰子游戏 强视传媒 | CEO：贾乃亮 联席CEO：李小璐                    |
| 椰子游戏 | -                 | 明星股东：贾乃亮、李小璐、李佳航、李晟、邢昭林 |
| 推特文化 | -                 | 创始人：贾乃亮、郭红波                         |